# アークザラッドジェネレーション
『アークザラッドジェネレーション』（Arc The Lad GENERATION）は、キャトルコール制作のPlayStation 2用ゲームソフト。「アークザラッド」シリーズの第6弾。オンライン対応であり、これまでのシリーズ作品と違ってジャンルはアクションRPGとなっている。2004年11月3日、ネットワーク接続機能標準装備の新型PlayStation 2と同時にSCEから発売された。前作『精霊の黄昏』より5年後の世界が舞台で、主に過去シリーズの追体験をメインにストーリーが展開される。そのため過去作品からのグラフィック・音楽の流用が多い。

## システム
今までのアークシリーズとは違い、アクションゲームになっている（レベルや経験値の概念がない）。

### コンバート
メモリーカード内に『精霊の黄昏』のクリアデータがあれば、ゲーム開始時に「リリア」のカードを入手出来る。

### カード
各種カードにより、主人公を強化することが出来る。また、キャラクターカードを使えば過去のシリーズに出演したキャラを召喚することが出来る。使用出来るのはオンライン、ギルドの依頼とメインストーリーとは関係の無いケースのみ。

### その他
- ギルドシステムの復活。依頼を受けることによりストーリーが進む。
- 前作とは違い、シナリオ時にキャラクターが喋ることは無くなった。
- 1つのソフトでオフラインゲームとオンラインゲームが楽しめる。オンラインサービスは2005年6月30日をもって終了した。

### 接続不具合
環境によって接続できないユーザーも多く、サービス開始直後にもかかわらず過疎状態が続いた。結局原因は解明されないまま、2005年6月30日にオンラインサービスは終了した。

## 登場人物
エッダ
声：中井将貴
主人公。除霊師の少年で、幼い頃に両親を亡くしている。
キリカ
声：若林直美
ヒロイン。老古学者の少女で、分厚い本を持っている。
ヘモ
ヘモジー族の子供で、エッダの親友。
カーグ・メレオル・ニーデリア
声：野島健児
ダーク
声：鈴村健一
リリア・レギーナ・エルゴ
声：柚木涼香
ポーレット・ヴァン・ロイド
声：雪乃五月
デルマ
声：榎本温子
ユマルノ・アルル・コ・ドバト・ミルマ（マル）
声：芝原チヤコ
ガンツ・ベル・ルービン
声：中田譲治
ヴォルク
声：有本欽隆
カトレイトニア・エピデンドラム・ロルフェアナ・セミアルバ（カトレア）
声：一城みゆ希
タチアナ・モニカ・カーロフ
声：勝生真沙子
ベベドア
声：Tama
ヂークベック
声：相沢正輝
アーク・エダ・リコルヌ
声：結城比呂
ククル・リル・ワイト
声：吉田古奈美
トッシュ・ヴァイア・モンジ
声：檜山修之
イーガ・ラマダギア
声：梁田清之
エルク（エルクコワラピュール）
声：折笠愛
リーザ・フローラ・メルノ
声：浅田葉子
シュウ
声：池田秀一
アレク
声：岩永哲哉
シェリル・レッド
声：西村ちなみ
ルッツ・カネック
声：上田祐司
テオ・ミル・ラケル
声：渕崎ゆり子
ちょこ
声：吉田古奈美

## サウンドトラック
- アークザラッド ジェネレーション オリジナルサウンドトラック（キングレコード、2004年12月22日発売）